# 大東市立北条中学校
大東市立北条中学校（だいとうしりつ ほうじょう ちゅうがっこう）は、大阪府大東市にある公立中学校。
大東市立四条中学校の過密化解消のため、従来の同校の校区を分離する形で、1978年に新1年生のみで新設開校した。大東市の北東部、おおむね野崎駅北側から四條畷市との境界にかけての、片町線（学研都市線）以東の地域を校区としている。

## 沿革
- 1978年4月1日 - 大東市立北条中学校として開校。
- 1980年4月 - 校歌制定。
- 1980年4月 - 養護学級設置。
- 1987年11月 - 文部省より、同和教育の研究校に指定される。
- 1994年4月 - 大東市教育委員会より、生徒指導の研究校に指定される。
- 2004年4月 - 文部科学省より、人権教育指定校の委嘱を受ける。

## 通学区域
- 大東市立北条小学校の通学区域。

大東市 学園町、錦町、北条1-7丁目、大字北条

## 著名な出身者
- お見送り芸人しんいち - お笑い芸人
- 吉野恵悟 - プロレスのレフェリー

## 交通
- 片町線（学研都市線）野崎駅 北へ約850m。
- 片町線（学研都市線） 四条畷駅 南へ約900m。